# (7071) 1995 BH4
(7071) 1995 BH4 est un astéroïde de la ceinture principale découvert en 1995.

## Description
(7071) 1995 BH4 a été découvert le 28 janvier 1995 à Kushiro (Japon) par Seiji Ueda et Hiroshi Kaneda.

### Caractéristiques orbitales
L'orbite de cet astéroïde est caractérisée par un demi-grand axe de 3,16 UA, un périhélie de 2,56 UA, une excentricité de 0,19 et une inclinaison de 11,34° par rapport à l'écliptique. Du fait de ces caractéristiques, à savoir un demi-grand axe compris entre 2 et 3,2 UA et un périhélie supérieur à 1,666 UA, il est classé, selon la JPL Small-Body Database, comme objet de la ceinture principale.

### Caractéristiques physiques
(7071) 1995 BH4 a une magnitude absolue (H) de 12,8 et un albédo estimé à 0,378.